# Formule de Pollaczek-Khintchine
La formule de Pollaczek-Khinchine est un outil mathématique utilisé dans la théorie des files d'attente. Cette formule indique qu'il existe une relation entre la longueur d'une file d'attente et la distribution du temps de service selon une transformation de Laplace pour une file M/G/1 (dans laquelle les tâches arrivent selon un processus de Poisson). Ce terme est également utilisé pour désigner les relations entre la longueur moyenne d'une file d'attente et la durée moyenne d'attente/de service dans un tel modèle.